# Conversió i normalització de formats digitals
Tota informació digital, tant l'obtinguda des d'un original analògic com la nascuda de manera electrònica, necessita ser preservada. La conversió de formats d'origen dels fitxers als formats d'arxiu, és coneguda amb el nom de normalització.
Els programes de digitalització capturen i presenten el format digitalitzat de tot el contingut del fitxer transformat, de manera que estigui concatenat en un únic document o en una petita col·lecció. Per determinar quines són les parts importants del document es compara la imatge o imatges digitals amb l'original tenint en compte la qualitat, resolució presa en la transformació, etc., per tal de determinar quina és la millor forma de realitzar la conversió, de la informació en paper a digital, per al seu emmagatzematge.

## Necessitat de conversió
Amb el pas dels anys, els fitxers preservats, han de patir obligatòriament migracions de format, per garantir la seva
permanència. Digitalitzar no és sinònim de preservar.

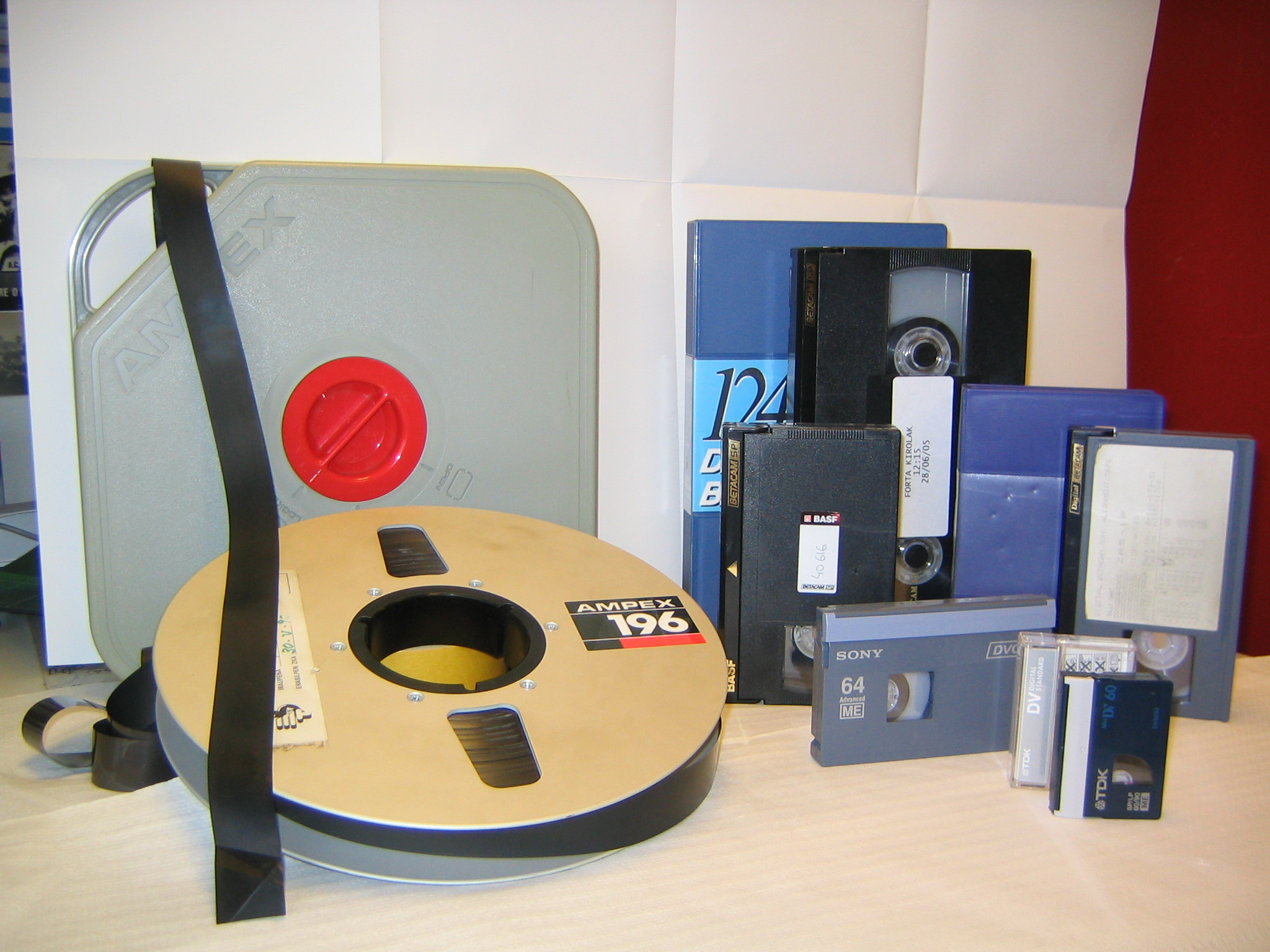

Textos, imatges, arxius d'àudio i de vídeo, bases de dades, llocs web, etc., tenen el risc de desaparèixer en un termini curt, sinó s'estableixen polítiques i pràctiques adequades per a la seva conservació.
La informació digital incorpora, com a característica pròpia, la seva incapacitat per a mantenir-se estable. No actualitzar constantment la informació, és sinònim de la seva destrucció, perquè la preservació d'un medi digital no depèn del suport en el qual es troba, sinó de la capacitat del document en ser transferit d'un suport a un altre, i d'un format a un altre tant com sigui possible.
Els valors fonamentals en la preservació d'un document electrònic tenen molt a veure en la volatilitat i virtualitat de la informació digital i la seva dependència del programari i maquinari per l'accés i la decodificació.
Aquests valors poden alterar-se per una sèrie de problemes reals o potencials: 
- L'obsolescència tecnològica dels recursos digitals
- La degradació dels suports

## Conversió de dades

### Procediments i tècniques
Les dades poden necessitar ser convertides des del format original a un nou format de preservació, que estigui preparat per a un emmagatzematge a llarg termini. La conversió serà feta de forma òptima per un investigador que estigui familiaritzat amb les dades, i garanteixi la integritat durant la conversió.
Quan les dades es converteixen d'un format a un altre a través d'exportació o utilitzant dades de programari de traducció, certs canvis poden ocórrer a les dades:
- Per les dades contingudes en els paquets estadístics, fulls de càlcul o bases de dades, algunes dades o metadades internes com ara les definicions de valors perduts, nombres decimals, fórmules o etiquetes variables, es poden perdre durant la conversió a un altre format, o les dades poden truncar-se.
- Per a les dades de text, editades com a destacades, text en negreta o capçaleres/peus de pàgina, poden patir pèrdues.

Després de la conversió de dades s'hauria de revisar, cercant errades o canvis.

### Tipologia de formats
| Tipus de dada                                        | Formats acceptable per a compartir, reutilitzar i preservar | Altres formats acceptables per a la preservació de dades |
| ---------------------------------------------------- | --- | --- |
| Dades quantitatives tabulades amb metadades extenses | SPSS format portàtil (.por) | Formats propietaris de paquets estadístics: SPSS (.sav), Stata (.dta) MS Access (.mdb/.accdb) |
| Dades quantitatives tabulades amb metadades mínimes  | Valors separats per comes (CSV) fitxers(.csv) o fitxers tabulats (.tab) | Text delimitat per caràcters específics (.txt). I formats molt populars:. MS Excel (.xls/.xlsx), MS Access (.mdb/.accdb), dBase (.dbf) and OpenDocument Spreadsheet (.ods)                                            |
| Dades geoespacials i vectorials                      | ESRI Shapefile (esencial - .shp, .shx, .dbf, opcional - .prj, .sbx, .sbn) georeferenciades TIFF (.tif, .tfw) CAD dades (.dwg) tabulats GIS dades d'atributs                      | ESRI Geodatabase format (.mdb) MapInfo Interchange Format (.mif) per a dades de vectors Keyhole Mark-up Language (KML) (.kml) Adobe Illustrator (.ai), CAD dades (.dxf or .svg) Formats binaris de GIS i parquets CAD |
| Dades qualitatives : Text enriquit                   | eXtensible Mark-up Language (XML) text d'acord amb un tipus de document apropiat (DTD) o esquema (.xml), Format de text enriquit (.rtf) Dades de text sense format, ASCII (.txt) | Hypertext Mark-up Language (HTML) (.html) I formats molt populars: MS Word (.doc/.docx) Alguns propietaris/formats specifics de programari: NUD*IST, NVivo i ATLAS.ti                                                 |
| Dades digitals: Imatge                               | TIFF versió 6 sense comprimir (.tif) | JPEG (.jpeg, .jpg) només creat en aquest format TIFF (other versions) (.tif, .tiff) Adobe Portable Document Format (PDF/A, PDF) (.pdf) Norma aplicable RAW format d'imatge (.raw) Arxius de Photoshop (.psd)          |
| Dades digitals: Àudio                                | Free Lossless Audio Codec (FLAC) (.flac) | MPEG-1 Audio Layer 3 (.mp3) només creat en aquest format Audio Interchange File Format (AIFF) (.aif) Waveform Audio Format (WAV) (.wav)                                                                               |
| Dades digital: Vídeo                                 | MPEG-4 (.mp4), moviment JPEG 2000 (.mj2) | |
| Documentació i escriptura                            | Format de text enriquit (.rtf) PDF/A o PDF (.pdf) HTML (.htm) Open Document Text (.odt)                                                                                          | Text pla (.txt) Alguns formats molt populars: MS Word (.doc/.docx) o MS Excel (.xls/.xlsx) XML marked-up text (.xml) d'acord amb una DTD o esquema adequat: XHMTL 1.0                                                 |

## Sostenibilitat dels recursos i actualització continuada de dades
Molts autors insisteixen en la necessitat d'assumir la responsabilitat de la sostenibilitat dels recursos creats per a prevenir la pèrdua de dades. No és una feina que s'hagi de fer un cop i prou.
És important doncs, pensar en la preservació de la informació digital com una feina constant i tenir en compte que allò veritablement important, habitualment, no és el suport en el qual es troba, que avui és un i demà serà un altre, sinó que els continguts no es perdin.
Les propostes de digitalització necessiten incloure un pla en què es detalli la manera de preservar-les. Cal pensar en la preservació dels nous materials digitals
generats mitjançant la conversió dels materials tradicionals, fins i tot abans de portar a terme la digitalització.
Cada organització hauria de comprovar la seva pròpia capacitat de catalogar, preservar i donar accés als nous recursos digitals.

## Reptes
La preservació de la documentació digital, requereix a nivell tècnic, seguir de forma estricta tota una sèrie de procediments i tècniques. Un dels aspectes clau, és la identificació dels formats dels fitxers i la seva validació.
Malgrat que les metodologies i tècniques de preservació digital han avançat de forma considerable darrerament, encara no es disposa de gaires exemples d'aplicació real en un ambient de producció.
Els sistemes de preservació digital, només podran funcionar de manera eficient, si s'aconsegueix normalitzar completament els seus processos i automatitzar els procediments d'entrada de dades.